# Campeonato Chileno de Futebol de 2003 Apertura
O Campeonato Chileno de Futebol de 2003 Apertura (oficialmente Campeonato Nacional de Fútbol Profesional de la Primera División de Chile Torneo Apertura) foi a 73ª edição do campeonato do futebol do Chile. Na primeira fase os 16 clubes se dividem em 4 grupos de 4, mas jogam todos contra todos; os 3 melhores vão para a segunda fase, que se decide em jogos de ida e volta a classificação para as quartas de final, onde os dois melhores perdedores também são classificados. Depois há as semis e as finais, de onde sai o campeão do Apertura, classificado para a Copa Libertadores da América de 2004. Os outros dois classificados são o campeão do clausura e o com melhor pontuação da fase classificatória (agregada Clausura e Apertura). Para a Copa Sul-americana 2003 os clubes jogavam um torneio a parte, a Ligilla Pre-Sudamericana.Os dois últimos colocados da tabela anual (incluindo a pontuação do clausura) são rebaixados diretamente para a Campeonato Chileno de Futebol - Segunda Divisão.

## Participantes
| Equipe                                   | Cidade                                                   | Região                           | No ano anterior                                                     | Estádio                           | Capacidade | Títulos                                                             | Participações |
| ---------------------------------------- | -------------------------------------------------------- | -------------------------------- | ------------------------------------------------------------------- | --------------------------------- | ---------- | ------------------------------------------------------------------- | ------------- |
| Club Social y Deportivo Colo-Colo        | Macul                                                    | Região Metropolitana de Santiago | Campeão                                                             | Estádio Monumental David Arellano | 47.017     | 23 (Último em 2002 Clausura)                                        | 73            |
| Club Deportivo Universidad Católica      | Las Condes                                               | Região Metropolitana de Santiago | Vice Campeão                                                        | Estádio San Carlos de Apoquindo   | 20.000     | 9 (1949, 1954, 1961, 1966, 1984,1987, 1997 Apertura, 2002 Apertura) | 64            |
| Club de Deportes Cobreloa                | Calama                                                   | Região de Antofagasta            | Semifinais                                                          | Estádio Municipal de Calama       | 12.000     | 5 (1980, 1982, 1985, 1988, 1992)                                    | 28            |
| Club Deportivo Palestino                 | La Cisterna                                              | Região Metropolitana de Santiago | Segunda Fase                                                        | Estádio Municipal de La Cisterna  | 12.000     | 2 (1955, 1978)                                                      | 50            |
| Club Universidad de Chile                | Santiago                                                 | Região Metropolitana de Santiago | Semifinais                                                          | Estádio Nacional de Chile         | 55.100     | 12 (último em 2000)                                                 | 66            |
| Club de Deportes Coquimbo Unido          | Coquimbo                                                 | Região de Coquimbo               | Segunda Fase                                                        | Estádio La Pampilla               | ---        | 0 (não possui)                                                      | 22            |
| Club Deportivo Huachipato                | Talcahuano                                               | Região de Bío-Bío                | Quartas de Final                                                    | Estádio Las Higueras              | -----      | 1 (1974)                                                            | 31            |
| Audax Club Sportivo Italiano             | La Florida                                               | Região Metropolitana de Santiago | Primeira Fase                                                       | Estádio Municipal de La Florida   | 12.000     | 4 (1936, 1946, 1948, 1957)                                          | 59            |
| Club de Deportes Santiago Wanderers      | Valparaíso                                               | Região de Valparaíso             | Quartas de Final                                                    | Estádio Elías Figueroa Brander    | 23.000     | 3 (1958, 1968, 2001)                                                | 48            |
| Unión Española                           | Independencia                                            | Região Metropolitana de Santiago | Segunda Fase                                                        | Estádio Santa Laura               | 22.375     | 5 (1943, 1951, 1973, 1975, 1978)                                    | 70            |
| Club Social de Deportes Rangers          | Talca                                                    | Região de Maule                  | Segunda Fase                                                        | Estádio Fiscal de Talca           | 8.324      | 0 (não possui)                                                      | 40            |
| Club de Deportes Unión San Felipe        | San Felipe                                               | Região de Valparaíso             | Primeira Fase                                                       | Estádio Municipal de San Felipe   | 18.500     | 1 (1971)                                                            | 17            |
| Club Deportes Cobresal                   | Localidade de El Salvador, na comuna de Diego de Almagro | Região de Atacama                | Quartas de Final                                                    | Estádio El Cobre                  | 8.000      | 0 (não possui)                                                      | 13            |
| Club de Deportes Temuco                  | Temuco                                                   | Região de Araucanía              | Primeira Fase                                                       | Estádio Municipal Germán Becker   | 20.930     | 0 (não possui)                                                      | 29            |
| Club Deportivo Universidad de Concepción | Concepción                                               | Região de Bío-Bío                | Acesso pelo Campeonato Chileno de Futebol de 2002 - Segunda Divisão | Estádio Municipal de Concepción   | 35.000     | 0 (não possui)                                                      | 1             |
| Club de Deportes Puerto Montt            | Puerto Montt                                             | Região de Los Lagos              | Acesso pelo Campeonato Chileno de Futebol de 2002 - Segunda Divisão | Estádio Regional de Chinquihue    | 5.300      | 0 (não possui)                                                      | 7             |

## Campeão
| Campeão Chileno 2003 - Apertura                        |
| ------------------------------------------------------ |
| Club de Deportes Cobreloa (Calama) (6º título) Campeão |